# Serviços de Polícia Unitários
Os Serviços de Polícia Unitários (SPU) (em chinês: 警察總局), é um serviço público subordinado à Secretaria para a Segurança da Região Administrativa Especial de Macua da República Popular da China. O Governo da Região Administrativa Especial de Macau criou, oficialmente,em 2011 os Serviços de Polícia Unitários que é responsável pelo comando e direcção operacional do Corpo de Polícia de Segurança Pública e da Polícia Judiciária, e determinou o seu dirigente como um dos titulares dos principais cargos, de modo a responder a exigência fixada na Lei Básica de Macau, que tem apenas um principal responsável pelos serviços de polícia. Os Serviços de Polícia Unitários são liderados pelo Comandante-geral que é nomeado pelo Conselho de Estado da República Popular da China (Governo Popular Central), sob proposta do Chefe do Executivo.

## Atribuições
- Ordenar missões aos organismos policiais subordinados;
- Articular eficazmente os dispositivos operacionais dos organismos policiais subordinados;
- Centralizar e coordenar toda a actividade de investigação criminal dos organismos policiais subordinados ;
- Recolher, analisar, tratar e difundir todas as informações relevantes para o cumprimento das suas atribuições;
- Superintender a execução dos planos, directivas e tarefas dos organismos policiais subordinados;
- Inspeccionar e coordenar a capacidade operacional dos organismos policiais subordinados, bem como o seu desempenho;
- Planear, coordenar e controlar as actividades do sistema de protecção civil, bem como o apoio técnico, administrativo e logístico ao Conselho de Segurança[1].

## Estrutura orgânica
|                                  |                                  |                                  |                                  |                                    |                                  |                         |                         |                                    |                                    |                                    |                                    | Comandante-geral                   | Comandante-geral                   | Comandante-geral | Comandante-geral | Comandante-geral                        | Comandante-geral                        |                                                       |                                                       | Gabinete do Comandante-geral                          | Gabinete do Comandante-geral                          | Gabinete do Comandante-geral                          | Gabinete do Comandante-geral                          | Gabinete do Comandante-geral | Gabinete do Comandante-geral |                                                              |                                                              |                                                              |                                                              |                                                              |                                                              |  |  |  |  |  |  |  |  |  |  |  |  |
|                                  |                                  |                                  |                                  |                                    |                                  |                         |                         |                                    |                                    |                                    |                                    | Comandante-geral                   | Comandante-geral                   | Comandante-geral | Comandante-geral | Comandante-geral                        | Comandante-geral                        |                                                       |                                                       | Gabinete do Comandante-geral                          | Gabinete do Comandante-geral                          | Gabinete do Comandante-geral                          | Gabinete do Comandante-geral                          | Gabinete do Comandante-geral | Gabinete do Comandante-geral |                                                              |                                                              |                                                              |                                                              |                                                              |                                                              |  |  |  |  |  |  |  |  |  |  |  |  |
|                                  |                                  |                                  |                                  |                                    |                                  |                         |                         |                                    |                                    |                                    |                                    | Adjuntos                           |                                    |                  |                  |                                         |                                         |                                                       |                                                       |                                                       |                                                       |                                                       |                                                       |                              |                              |                                                              |                                                              |                                                              |                                                              |                                                              |                                                              |  |  |  |  |  |  |  |  |  |  |  |  |
|                                  |                                  |                                  |                                  |                                    |                                  |                         |                         |                                    |                                    |                                    |                                    |                                    |                                    |                  |                  |                                         |                                         |                                                       |                                                       |                                                       |                                                       |                                                       |                                                       |                              |                              |                                                              |                                                              |                                                              |                                                              |                                                              |                                                              |  |  |  |  |  |  |  |  |  |  |  |  |
|                                  |                                  |                                  |                                  |                                    |                                  |                         |                         |                                    |                                    |                                    |                                    |                                    |                                    |                  |                  |                                         |                                         |                                                       |                                                       |                                                       |                                                       |                                                       |                                                       |                              |                              |                                                              |                                                              |                                                              |                                                              |                                                              |                                                              |  |  |  |  |  |  |  |  |  |  |  |  |
|                                  |                                  |                                  |                                  | Departamento de Gestão de Recursos |                                  |                         |                         |                                    |                                    |                                    |                                    |                                    |                                    |                  |                  |                                         |                                         |                                                       |                                                       |                                                       |                                                       |                                                       |                                                       |                              |                              |                                                              |                                                              |                                                              |                                                              |                                                              |                                                              |  |  |  |  |  |  |  |  |  |  |  |  |
|                                  |                                  |                                  |                                  |                                    |                                  |                         |                         |                                    |                                    |                                    |                                    |                                    |                                    |                  |                  |                                         |                                         | Divisão de Informática e de Tecnologias de Informação | Divisão de Informática e de Tecnologias de Informação | Divisão de Informática e de Tecnologias de Informação | Divisão de Informática e de Tecnologias de Informação | Divisão de Informática e de Tecnologias de Informação | Divisão de Informática e de Tecnologias de Informação |                              |                              | Divisão de Ligação de Assuntos Policiais e Relações Públicas | Divisão de Ligação de Assuntos Policiais e Relações Públicas | Divisão de Ligação de Assuntos Policiais e Relações Públicas | Divisão de Ligação de Assuntos Policiais e Relações Públicas | Divisão de Ligação de Assuntos Policiais e Relações Públicas | Divisão de Ligação de Assuntos Policiais e Relações Públicas |  |  |  |  |  |  |  |  |  |  |  |  |
|                                  |                                  |                                  |                                  |                                    |                                  |                         |                         |                                    |                                    |                                    |                                    |                                    |                                    |                  |                  |                                         |                                         | Divisão de Informática e de Tecnologias de Informação | Divisão de Informática e de Tecnologias de Informação | Divisão de Informática e de Tecnologias de Informação | Divisão de Informática e de Tecnologias de Informação | Divisão de Informática e de Tecnologias de Informação | Divisão de Informática e de Tecnologias de Informação |                              |                              | Divisão de Ligação de Assuntos Policiais e Relações Públicas | Divisão de Ligação de Assuntos Policiais e Relações Públicas | Divisão de Ligação de Assuntos Policiais e Relações Públicas | Divisão de Ligação de Assuntos Policiais e Relações Públicas | Divisão de Ligação de Assuntos Policiais e Relações Públicas | Divisão de Ligação de Assuntos Policiais e Relações Públicas |  |  |  |  |  |  |  |  |  |  |  |  |
|                                  |                                  |                                  |                                  |                                    |                                  |                         |                         |                                    |                                    |                                    |                                    |                                    |                                    |                  |                  |                                         |                                         |                                                       |                                                       |                                                       |                                                       |                                                       |                                                       |                              |                              |                                                              |                                                              |                                                              |                                                              |                                                              |                                                              |  |  |  |  |  |  |  |  |  |  |  |  |
|                                  |                                  |                                  |                                  |                                    |                                  |                         |                         |                                    |                                    |                                    |                                    |                                    |                                    |                  |                  |                                         |                                         |                                                       |                                                       |                                                       |                                                       |                                                       |                                                       |                              |                              |                                                              |                                                              |                                                              |                                                              |                                                              |                                                              |  |  |  |  |  |  |  |  |  |  |  |  |
| Centro de Análise de Informações | Centro de Análise de Informações | Centro de Análise de Informações | Centro de Análise de Informações | Centro de Análise de Informações   | Centro de Análise de Informações |                         |                         | Centro de Planeamento de Operações | Centro de Planeamento de Operações | Centro de Planeamento de Operações | Centro de Planeamento de Operações | Centro de Planeamento de Operações | Centro de Planeamento de Operações |                  |                  | Centro de Coordenação e Protecção Civil | Centro de Coordenação e Protecção Civil | Centro de Coordenação e Protecção Civil               | Centro de Coordenação e Protecção Civil               | Centro de Coordenação e Protecção Civil               | Centro de Coordenação e Protecção Civil               |                                                       |                                                       |                              |                              |                                                              |                                                              |                                                              |                                                              |                                                              |                                                              |  |  |  |  |  |  |  |  |  |  |  |  |
| Centro de Análise de Informações | Centro de Análise de Informações | Centro de Análise de Informações | Centro de Análise de Informações | Centro de Análise de Informações   | Centro de Análise de Informações |                         |                         | Centro de Planeamento de Operações | Centro de Planeamento de Operações | Centro de Planeamento de Operações | Centro de Planeamento de Operações | Centro de Planeamento de Operações | Centro de Planeamento de Operações |                  |                  | Centro de Coordenação e Protecção Civil | Centro de Coordenação e Protecção Civil | Centro de Coordenação e Protecção Civil               | Centro de Coordenação e Protecção Civil               | Centro de Coordenação e Protecção Civil               | Centro de Coordenação e Protecção Civil               |                                                       |                                                       |                              |                              |                                                              |                                                              |                                                              |                                                              |                                                              |                                                              |  |  |  |  |  |  |  |  |  |  |  |  |
|                                  |                                  |                                  |                                  |                                    |                                  |                         |                         |                                    |                                    |                                    |                                    |                                    |                                    |                  |                  |                                         |                                         |                                                       |                                                       |                                                       |                                                       |                                                       |                                                       |                              |                              |                                                              |                                                              |                                                              |                                                              |                                                              |                                                              |  |  |  |  |  |  |  |  |  |  |  |  |
|                                  |                                  |                                  |                                  |                                    |                                  | Política Judiciária (a) | Política Judiciária (a) | Política Judiciária (a)            | Política Judiciária (a)            | Política Judiciária (a)            | Política Judiciária (a)            |                                    |                                    |                  |                  |                                         |                                         | Corpo de Polícia de Segurança Pública (a)             | Corpo de Polícia de Segurança Pública (a)             | Corpo de Polícia de Segurança Pública (a)             | Corpo de Polícia de Segurança Pública (a)             | Corpo de Polícia de Segurança Pública (a)             | Corpo de Polícia de Segurança Pública (a)             |                              |                              |                                                              |                                                              |                                                              |                                                              |                                                              |                                                              |  |  |  |  |  |  |  |  |  |  |  |  |

(a): A entidade policial com categoria equiparada a Direcção dos Serviços referida no. artigo 3.º da Lei n.º 2/1999 (Lei de Bases de Orgânica do Governo), é comandada e dirigida pelo Comandante-Geral dos Serviços de Polícia Unitários.

## Legislação Orgânica
- Lei n.º 1/2001 [2]
  - Serviços de Polícia Unitários da Região Administrativa Especial de Macau.
- Lei n.º 5/2001 [3]
  - Define a Autoridade de Polícia Criminal no âmbito dos Serviços de Polícia Unitários.
- Lei n.º 9/2002 [4]
  - Lei de Bases da Segurança Interna da Região Administrativa Especial de Macau
- Regulamento Administrativo n.º 5/2009 [5]
  - Organização e funcionamento dos Serviços de Polícia Unitários
- Ordem Executiva n.º 16/2010 [6]
  - O quadro de pessoal dos Serviços de Polícia Unitários.
- Lei n.º 1/2017 [7]
  - Altera Lei n.º 1/2001 – Serviços de Polícia Unitários da Região Administrativa Especial de Macau e a Lei n.º 9/2002 – Lei de Bases da Segurança Interna da Região Administrativa Especial de Macau.
- Regulamento Administrativo n.º 13/2017 [8]
  - Alteração ao Regulamento Administrativo n.º 5/2009 — Organização e funcionamento dos Serviços de Polícia Unitários
- Despacho do Secretário para a Segurança n.º 83/2017 [9]
  - Aprova o contingente adicional do pessoal a que se refere o n.º 3 do artigo 17.º do Regulamento Administrativa n.º 5/2009 (Organização e funcionamento dos Serviços de Polícia Unitários).

## Mandatos de cada Comandante-geral
1. José Proença Branco (17 de Setembro de 2001 a 19 de Dezembro de 2014)
2. Ma Io Kun (20 de Dezembro de 2014 a 19 de Dezembro de 2019)
3. Leong Man Cheong (20 de Dezembro de 2019 até ao presente)